# Tomiyamichthys lanceolatus
Tomiyamichthys lanceolatus és una espècie de peix de la família dels gòbids i de l'ordre dels perciformes.

## Morfologia
- Els mascles poden assolir 7,5 cm de longitud total.[4][5]

## Hàbitat
És un peix marí, de clima subtropical i associat als esculls de corall que viu fins als 25 m de fondària.

## Distribució geogràfica
Es troba al sud del Japó.

## Observacions
És inofensiu per als humans.